# Knock Out !
Pour les articles homonymes, voir Knock-out.
Pour plus de détails, voir Fiche technique et Distribution.
Knock Out ! (titre autrichien : Das Spielzeug einer Tänzerin) est un film muet franco-autrichien réalisé par Armand du Plessy, sorti en 1923.

## Fiche technique
- Titre original : Knock Out !
- Titre autrichien : Das Spielzeug einer Tänzerin
- Réalisation : Armand du Plessy
- Pays de production :  Autriche /  France
- Société de production : Ala-Film
- Longueur : 2200 mètres et 1954 mètres pour la version autrichienne[1]
- Format : Noir et blanc - 1,33:1 - Muet
- Dates de sortie : 
  - Autriche : 28 septembre 1923
  - France :  2 juin 1925

## Distribution
- Gaston Jacquet : Moreno
- Hans Andrée
- Franz Höbling
- Armin Seydelmann
- Elmire Vautier : Chiquita
- Louis Brody : Brutus
- Lola Urban-Kneidinger
- Leopold Thoma
- Léo Delmotte